# Dan I.
Dan I.  (* 1354 – † 23. září 1386, Vidin, Bulharsko) byl kníže Valašského knížectví. Okolnosti jeho nástupu na trůn nejsou známy.
Během své vlády začal razit nové valašské mince – dukáty – s hmotností 0,50 gramů. Dohady se vedou i kolem jeho smrti. Pravděpodobně umřel 23. září 1386 ve Vidině v boji proti bulharskému carovi Ivanovi Sracimirovi.

## Děti
- Dan II. – vládce Valašského knížectví v letech 1422, 1423 – 1424, 1426 – 1427 a 1427 – 1431
- Vlad I. Uzurpátor – vládce Valašského knížectví v letech 1394 – 1397

| Valašský kníže      | Valašský kníže   | Valašský kníže      |
| ------------------- | ---------------- | ------------------- |
| Předchůdce: Radu I. | 1383–1386 Dan I. | Nástupce: Mircea I. |